# 女性主义电影
女性主义电影（英語：feminist film）上世纪60年代末至70年代初，随着女权电影理论的发展，出现了大量主张或阐明女权主义观点的女权主义电影。20世纪60年代，由于政治辩论和所谓的“性解放”，女性变得很激进，但激进主义未能给女性带来实质性的改变。这使得女性采取行动，成立了增强自我意识的团体，并开始从不同视角分析主要电影业的女性建构。 大西洋两岸的女权主义者之间有很明显的差别。1972年，英国和美国举办了第一届女权主义电影节，并创办了首个女权主义电影期刊：《女性与电影》。这一时期的先驱有克莱尔·强斯顿、劳拉·穆尔维，后者曾在爱丁堡电影节上组织过女性活动。 其他对女权主义电影产生过重大影响的理论家有特瑞莎·德·劳拉提斯，斯梅丽科和卡亚·西尔弗曼。哲学和心理分析的方法推动了女权主义电影批判、女权主义独立电影和女权主义分配的发展。
有人认为，理论上有两种方法可以促进女性主义电影的制作与独立。 “解构法”关注它本身对主流电影业准则的分析和解码，以在观众与主导电影间创造出一种不同的关系。第二种方法——女权主义反主流文化——表现为女性写作，以探究特殊的女性电影语言。 最近一些对女权主义电影的批评主要以一种叫做“贝克德尔测验”的瑞典评分系统为中心。 
在20世纪30至50年代好莱坞大制片厂的全盛期，电影业的女性们地位极低。 即使现在情况好转了许多，很多人认为仍然有很多待解决的问题。从萨莉·波特、凯瑟琳·布蕾亚、克莱尔·德尼和珍·康萍的艺术电影到凯瑟琳·毕格罗的动作电影，女性现在更具有发言权，但她们很清楚性别差异依然存在。